# Samuel Russocki
Samuel Russocki herbu Zadora (zm. 17 kwietnia 1706 w Barwałdzie) – pisarz ziemski zatorski w latach 1673-1706.
W 1672 roku był deputatem ziemi oświęcimskiej na Trybunał Główny Koronny.